# Paramunna quadratifrons
Paramunna quadratifrons är en kräftdjursart som beskrevs av Ernest W. Iverson och George D. Wilson 1981. Paramunna quadratifrons ingår i släktet Paramunna och familjen Paramunnidae. Inga underarter finns listade i Catalogue of Life.